# Equitalia
Equitalia è stata una società per azioni italiana a totale controllo pubblico con l'entrata in vigore dell'art. 3 del decreto legge n. 203 del 30 settembre 2005, denominato riforma della Riscossione, convertita con modificazioni nella Legge n. 248 del 2 dicembre 2005, e incaricata della riscossione dei tributi su tutto il territorio, con l'eccezione della Sicilia. Era partecipata al 51% dall'Agenzia delle entrate e al 49% dall'INPS.
Dal 1º luglio 2017 le società del gruppo Equitalia sono sciolte (tranne Equitalia Giustizia), come previsto dal decreto-legge 22 ottobre 2016 n. 193, convertito con modificazioni dalla legge 1º dicembre 2016 n. 225. 
L’esercizio delle funzioni relative alla riscossione viene ora svolto dalla neocostituita Agenzia delle entrate-Riscossione, ente pubblico economico strumentale dell'Agenzia delle entrate.

## Storia
Fino al 1990 in Italia la riscossione era affidata a una pluralità di soggetti privati, le c. d. Esattorie che operavano in ambiti molto piccoli, a volte anche più di uno all'interno di un territorio provinciale. A far tempo dal 1990, con l'entrata in vigore del D.P.R. n. 43/1988, furono istituiti concessionari a livello provinciale e infra provinciale che avrebbero dovuto unificarsi, al solo livello provinciale, entro il 1995.
La riforma della riscossione è avvenuta con l'entrata in vigore dell'art. 3 del D.L. 30 settembre 2005, n. 203 deliberato dal Governo Berlusconi III,, convertito con modificazioni nella legge 2 dicembre 2005, n. 248. con la costituzione di Riscossione S.p.A., che il 12 marzo 2007 ha preso come nome Equitalia S.p.A.. Con il D.L. 4 luglio 2006, n. 223 il Governo Prodi II autorizza Riscossione S.p.A. a utilizzare i dati in possesso dell'Agenzia delle Entrate.
Equitalia dalla sua costituzione, con una campagna di acquisizioni e fusioni, ha ridotto a tre il numero degli agenti della riscossione (Equitalia Nord, Equitalia Centro, ed Equitalia Sud. In particolare, nell'aprile 2009 l'ambito di Genova passa da Equitalia Polis S.p.A a Equitalia Sestri S.p.A. e l'ambito di Salerno passa da Equitalia Etr S.p.A. a Equitalia Polis S.p.A. A maggio Equitalia Gerit S.p.A. acquista Equitalia Frosinone S.p.A., a giugno, Equitalia Etr S.p.A. incorpora Equitalia Foggia S.p.A., mentre l'ambito di Lucca passa da Equitalia SRT S.p.A. a Equitalia Cerit S.p.A. A gennaio 2010 Equitalia Perugia S.p.A. ed Equitalia Terni S.p.A. si fondono, dando luogo a Equitalia Umbria S.p.A, Per il Territorio di Alessandria da Ex CA.RALT negli anni 90, diventa Equitalia nomos , per diventare  a Equitalia Nord.
A gennaio 2011 Equitalia Etr S.p.A. incorpora Equitalia Lecce S.p.A. Con le operazioni societarie del 1º luglio e del 1º ottobre 2011 e la messa in liquidazione di Equitalia Basilicata S.p.A partecipata da privati, al 31 dicembre 2011 erano operative Equitalia Nord S.p.A., Equitalia Centro S.p.A., Equitalia Sud S.p.A., Equitalia Giustizia S.p.A., Equitalia Servizi S.p.A.
L'efficacia nella riscossione da parte di Equitalia ovviamente si scontra con il fatto, già presente in passato, che la maggior parte delle somme da riscuotere si riferisce a società fallite con pochi o nulli beni ovvero a persone diventate nel frattempo del tutto nullatenenti o defunte (per es. le sanzioni amministrative non sono trasmissibili agli eredi).
Comunque, al fine di cercare di agevolare i pagamenti, nel 2013 si è ampliata la possibilità di rateazione, ulteriormente ampliata nel 2014, quando si è anche concesso uno sconto di aggi, interessi e sanzioni (cosiddetto "condono") per coloro che hanno provveduto al saldo.
Il 1º luglio 2013 Equitalia Servizi S.p.A. viene incorporata nella capo gruppo.
Nel 2014, dopo Attilio Befera viene nominato presidente Vincenzo Busa fino al 24 agosto 2016, quando si dimette per entrare alla Corte dei Conti.
Il 17 febbraio 2016 viene creata Equitalia Servizi di Riscossione S.p.A. in cui vengono fatte confluire Equitalia Nord S.p.A., Equitalia Centro S.p.A., Equitalia Sud S.p.A. a decorrere dal 1º luglio 2016. 

## Descrizione

### Organizzazione e attività
Il Gruppo Equitalia esercita la riscossione dei tributi sull'intero territorio nazionale, esclusa la Sicilia. In particolare, Equitalia esercita sia la riscossione non da ruolo, che riguarda i versamenti diretti, per esempio, la riscossione dei versamenti unitari con compensazione mediante Mod. F24, la riscossione dei tributi e delle altre entrate versate con Mod. F23, la riscossione dell'ICI, sia la riscossione a mezzo ruolo, che è effettuata sulla base della notifica di una cartella di pagamento o altro avviso (accertamento esecutivo per i tributi erariali cosiddetto AVE o avviso di addebito per la riscossione dei contributi previdenziali INPS cosiddetti AVA).
Il Gruppo Equitalia si compone delle società Equitalia S.p.A. (capogruppo), Equitalia Giustizia, Equitalia Servizi di riscossione, presenti su tutto il territorio nazionale (Sicilia esclusa, la cui società si chiama Riscossione Sicilia S.p.A. - fino al 1º settembre 2012 denominata SERIT Sicilia S.p.A.).
Equitalia S.p.A. esercita funzioni prevalentemente strategiche, di indirizzo e controllo dell'attività degli agenti della riscossione, mentre gli agenti si occupano degli aspetti operativi, gestendo gli sportelli e i rapporti con i contribuenti e con gli enti, supporta gli agenti della riscossione sia come fornitore di soluzioni tecnologiche sia come interfaccia con gli enti.

Equitalia Giustizia si occupa della riscossione delle spese di giustizia e delle pene pecuniarie conseguenti ai provvedimenti giudiziari passati in giudicato o diventati definitivi dal 1º gennaio 2008, nonché della gestione provvisoria di libretti di risparmio e di titoli di credito sequestrati (in attesa della eventuale confisca definitiva con la eventuale sentenza di condanna definitiva), mentre le somme liquide sequestrate sono acquisite, con riserva di restituzione in caso di dissequestro o assoluzione definitiva. Gestisce il Fondo unico di giustizia.
È stato evidenziato che dall'anno 2000 al 2013 compreso, Equitalia ha avuto incarico di riscuotere 663 miliardi di Euro (oltre ad aggi e interessi), ma ne ha effettivamente riscossi solo 76,1 miliardi pari all'11,5%; anche contando che sono aperte procedure di rateazione per 18,6 miliardi, di cui solo una parte andrà a buon fine. Si vede che, nonostante la faccia feroce, la capacità di effettiva riscossione è inferiore al 10% del dovuto, cioè un risultato molto modesto.

### Agenti della riscossione
Dal 1º gennaio 2012 la struttura degli agenti della riscossione era la seguente:
- Sicilia: Riscossione Sicilia S.p.A., non facente parte del gruppo Equitalia S.p.A. ma 99,885% Regione Siciliana e 0,115% Equitalia S.p.A.[12]
- Resto delle regioni: Equitalia Servizi di riscossione S.p.A.

### Lo sportello amico
Da aprile 2012 Equitalia, in integrazione ai tradizionali servizi di assistenza, ha avviato il progetto degli Sportelli Amico, spazi dedicati all'ascolto e al confronto con i contribuenti e finalizzato al rafforzamento dei servizi di supporto rivolti al cittadino. I primi sportelli amici attivati da Equitalia sono stati quelli di Bologna, Cosenza, Firenze, Foggia, Genova, Milano, Napoli, Pescara, Roma, e Torino ma la loro presenza è stata progressivamente estesa a tutte e 19 le regioni in cui Equitalia esercita la propria attività.

### Lo sportello imprese
Il 30 novembre 2013, Equitalia ha affiancato allo Sportello Amico lo Sportello Amico Imprese, specializzato nell'assistenza a titolari di piccole medie aziende, artigiani e commercianti. Il servizio è stato attivato in via sperimentale a Bari, Bologna, Firenze, Roma, Torino e Varese ma è in atto una politica di espansione di tali sportelli da parte del Gruppo, in particolar modo nelle aree caratterizzate da rilevanti insediamenti produttivi.

## Dati economici e finanziari

### 2011
Equitalia nel 2011 ha ottenuto ricavi per 1,10 miliardi di Euro, di cui 1,03 miliardi derivanti dall'incasso di commissioni (aggi, rimborsi spese, ecc.) sull'attività di riscossione conto terzi. Margine operativo lordo di 62,5 milioni, risultato prima delle imposte negativo per 68,7 milioni, perdita dell'esercizio di 73,5 milioni.
In questo periodo ha riscosso crediti per 8,62 miliardi di Euro, di cui 4,55 miliardi per conto dello Stato, 2,63 miliardi per conto di INPS e INAIL, 1,44 miliardi per conto di Regioni, Province, Comuni, Consorzi, ecc. I grandi debitori (coloro che sono iscritti a ruolo per importi superiori a 500.000 €) sono 982 e da essi nel 2011 Equitalia ha riscosso 1,59 miliardi.

### 2012
Nel 2012, Equitalia ha ottenuto ricavi per 1,01 miliardi di cui 925,65 milioni dall'incasso di commissioni sull'attività di riscossione conto terzi. EBITDA di 67,06 milioni, EBIT di 18,81 milioni, utili per 8,28 milioni.
Nonostante la flessione degli aggi, Equitalia ha chiuso in utile l'anno, grazie a politiche di contenimento dei costi operativi.
In questo periodo ha riscosso crediti per 7,53 miliardi, di cui 4,3 per conto dello Stato, 921 milioni per Inps e Inail e 1,29 per Regioni, Province, Comuni, Consorzi, ecc.
I grandi debitori sono 867 da cui sono stati riscossi 1,5 miliardi.

### 2013
Ricavi per 911,04 milioni, 43,55 milioni di EBITDA (margine operativo lordo), 2,67 milioni di utili, cifre minori rispetto al 2012 per la flessione dei volumi di riscossione.
Nel 2013 ha riscosso crediti per 7,13 miliardi, di cui 4,09 in conto Stato, 1,81 miliardi per Inps e INAIL, 1,22 per Regioni, Province, Comuni, Consorzi, ecc., in diminuzione sia per la crisi economica sia per gli interventi normativi che hanno permesso la una maggiore possibilità di rateazione e dilazione dei pagamenti (2,9 miliardi il valore delle rateazioni concesse nel 2013).
Fonte: gruppoequitalia.it

### Amministratori delegati
- Attilio Befera (2006-2012)
- Benedetto Mineo (2012-2015)
- Ernesto Maria Ruffini (2015-2017)

## Critiche
Equitalia, quale ultimo anello della filiera tributaria, è stata oggetto di forti critiche in un momento in cui la crisi economica e la pressione fiscale sono diventate più pesanti. Le contestazioni erano relative ai tassi di interesse molto elevati e all'aggio di riscossione che fanno lievitare le tasse da pagare. A tutti gli effetti però interessi, sanzioni e aggio non dipendono da Equitalia ma sono stabiliti dalla legge e sono comprese nelle voci da riscuotere.
L'attivazione delle procedure come il pignoramento di beni (inclusi immobili) a fronte di debiti relativamente modesti o l'inefficienza amministrativa della società sono state spesso oggetto di critiche da parte della stampa. Col tempo sono state in gran parte superate in seguito all'introduzione di modifiche normative che hanno ridotto il ricorso alle procedure offrendo, da un lato, massime garanzie ai cittadini ma dall'altro, come rilevato dalla Corte dei Conti in una relazione al Parlamento del 2013, rischiando di indebolire l'attività di recupero dell'evasione.
Secondo quanto affermato in una trasmissione del 2010 del programma televisivo Report, Equitalia mostrerebbe severità minore nei confronti dei partiti, dei grandi imprenditori e più in generale dei VIP rispetto ai soggetti in modeste condizioni economiche. Sempre nel 2010, a fronte della sentenza della Corte di Cassazione, Sezioni Unite Civili, del 22/02/2010 sentenza n. 4077 che dichiarava illegittimo eseguire pignoramenti immobiliari per un debito inferiore agli 8.000 €, Equitalia il 23/04/2010 chiede un "parere pro veritate" allo studio legale Visentini-Marchetti per opporsi alla sentenza della Corte di Cassazione; in questo parere vengono dichiarate legittime le iscrizioni ipotecarie per un debito inferiore agli 8.000 €. Il 28 aprile 2010 Audiconsum chiede un incontro urgente ad Equitalia, minacciando una "class action" nei confronti della stessa; lo stesso giorno, un emendamento governativo ribadiva e dichiarava definitivamente illegittimi tali pignoramenti.
A seguito delle menzionate critiche e della sfavorevole situazione economico-sociale nello Stato italiano nei primi mesi del 2012 l'azienda è stata oggetto di numerosi attacchi violenti con bombe e molotov. Ciò ha richiamato l'attenzione diretta del Presidente del Consiglio, Mario Monti, che ha espresso piena solidarietà con i dipendenti, e anche della stampa che riscontra l'importanza dell'attività di riscossione.
Negli ultimi anni si sono succedute una serie di modifiche legislative che sono intervenute sull'attività di riscossione dei debiti da parte di Equitalia, come ad esempio l'introduzione dell'avviso di accertamento esecutivo. Sono diventate invece più costose e onerose in termini anche di tempo alcune procedure come il ricorso, che deve essere presentato con bollo e atti giudiziari. Iniziative per sospendere la riscossione sono state introdotte dalla stessa Equitalia.
Partendo dal fenomeno delle cosiddette cartelle pazze, ossia delle cartelle esattoriali emesse per conto degli enti impositori che contenevano errori palesi come errato intestatario, richiesta di pagamenti non dovuti o già effettuati, inviate da Equitalia su richiesta degli enti (per esempio i Comuni), diverse manifestazioni si sono tenute specialmente in Sardegna.
Equitalia ha dovuto presentare anche scuse ufficiali e in seguito sono state approvate procedure di autocertificazione per poter presentare ricorso.
Dal marzo 2012 le somme dovute a titolo di stipendio, salario o altre indennità relative al rapporto di lavoro o di impiego, comprese quelle dovute a causa di licenziamento, possono essere pignorate in misura pari a un decimo per importi fino a 2.000 € e in misura pari a un settimo per importi da 2.001 € fino a 5.000 €. Per somme superiori a 5.000 € si può pignorare un quinto. Dal 21 giugno 2013 non si può pignorare l'ultimo emolumento accreditato.
Critiche sono arrivate anche da molti sindaci, nello stesso periodo delle manifestazioni, che hanno attaccato Equitalia annunciando di voler disdire gli accordi per la riscossione. In realtà è una legge dello Stato (decreto legge n. 201 del 2011) a stabilire che gli enti locali dal 2013 avrebbero dovuto effettuare la riscossione in proprio senza avvalersi più di Equitalia. La stampa aveva anche evidenziato il rischio di costi maggiori per i cittadini in caso di riscossione in mano ai privati come avveniva in passato. Tuttavia una serie di proroghe, chieste dalle amministrazioni locali e dall'Anci, non hanno ancora portato al riordino della fiscalità locale per cui i Comuni continuano ad avvalersi di Equitalia per la riscossione dei tributi e tasse locali.
Le contestazioni per la crisi e per la forte pressione fiscale hanno generato anche una serie di denunce per abusi e usura da parte di parecchie persone o ditte con l'apertura di indagini da parte di alcune procure della repubblica. Le indagini sono state ritenute però nulle e in molti casi archiviate. Invece diversi giudici di Pace hanno molto ridotto le sanzioni e gli interessi pretesi dai Comuni sulle multe stradali, che poi venivano riscosse con le cartelle da Equitalia, ovvero annullando del tutto le cartelle contestate. Ad esempio il Giudice di Pace di Roma ha sentenziato: "la cartella impugnata è illegittima sotto vari profili: reati prescritti, nome del titolare del procedimento mancante, tasso superiore ai limiti, atti mai notificati, mancanza di motivazione".
Il decreto del fare del giugno 2013 ha introdotto importanti novità sull'attività di riscossione svolta da Equitalia, con misure di più ampio respiro a favore dei contribuenti. Ad esempio, il numero di rate mensili che il cittadino può chiedere se dimostra una grave situazione di difficoltà legata alla congiuntura economica è aumentato a 120 (equivalente a 10 anni). Inoltre è stato stabilito che Equitalia non può pignorare la prima e unica casa di abitazione in cui il debitore risiede anagraficamente, un limite che non vale per gli altri creditori privati come le banche. Altre tutele riguardano i beni delle imprese e il fermo amministrativo dell'auto.

### Proposte di riforma
A seguito delle critiche avanzate, il governo Renzi annunciò di voler riformare la struttura operativa di Equitalia, in particolare riconducendone l'operato nell'alveo della struttura dell'Agenzia delle entrate, retribuendo i dipendenti secondo gli standard pubblici e non secondo il più favorevole contratto di lavoro bancario e abbandonando procedure intimidatorie e vessatorie per i piccoli debiti, concentrando invece le azioni più incisive contro i grandi evasori. Un'altra proposta di riforma allo studio dell'esecutivo riguarda la modifica di Equitalia che diventerebbe una sorta di “casa del contribuente” con il ruolo di garanzia non solo degli enti pubblici creditori, ma anche dei diritti di cittadini e imprese. L'ipotesi consiste, tra le altre cose, nel consentire a Equitalia l'accesso a diverse banche dati così da poter effettuare un controllo preventivo sulle richieste di riscossione e scongiurare fenomeni come quello delle “cartelle pazze”.